# Windows Developer
Das Magazin Windows Developer (Eigenschreibweise: windows.developer; bis 2012 dot.net magazin) ist ein unabhängiges IT-Fachmagazin für den Bereich .NET-Technologien und wird von Software & Support Media in Frankfurt am Main herausgegeben. Inhalte des Magazins sind Informationen für Entwickler, die u. a. mit der .NET-Plattform arbeiten.

## Mediadaten
Windows Developer erscheint monatlich im deutschsprachigen Raum mit einer Druckauflage von 5.000 Exemplaren. Eine CD-ROM oder DVD mit Quellcodes liegt jeder Ausgabe bei. Außerdem erscheinen in unregelmäßigen Abständen Sonderhefte mit aktuellem Bezug. Redaktionssitz ist seit Januar 2009 in Frankfurt am Main; zuvor war es in Unterhaching angesiedelt.
Der Chefredakteur ist derzeit Sebastian Meyen. Vertretungsberechtigter Geschäftsführer ist Pouya Kamali, der auch den Verlag leitet.

## Auflagenstatistik
Im vierten Quartal 2017 lag die durchschnittliche monatlich verbreitete Auflage nach IVW-Angaben bei 2.530 Exemplaren. Das sind 1,02 % (= 26 Hefte) weniger Hefte als im Vergleichsquartal des Vorjahres. Die Abonnentenzahl nahm im gleichen Zeitraum um 135 Abonnenten (= 7,51 %) ab.
| Anzahl der monatlich verbreiteten Ausgaben | Anzahl der monatlich verbreiteten Ausgaben | Anzahl der monatlich verbreiteten Ausgaben | Anzahl der monatlich verbreiteten Ausgaben | Anzahl der monatlich verbreiteten Ausgaben |
| ------------------------------------------ | ------------------------------------------ | ------------------------------------------ | ------------------------------------------ | ------------------------------------------ |
| Quartal                                    |                                            |                                            | Auflage a                                  |                                            |
| IV/2006                                    | IV/2006                                    |                                            | 7.832                                      | 7.832                                      |
| IV/2007                                    | IV/2007                                    |                                            | 5.847                                      | 5.847                                      |
| IV/2008                                    | IV/2008                                    |                                            | 6.313                                      | 6.313                                      |
| IV/2009                                    | IV/2009                                    |                                            | 4.756                                      | 4.756                                      |
| IV/2010                                    | IV/2010                                    |                                            | 4.218                                      | 4.218                                      |
| IV/2011                                    | IV/2011                                    |                                            | 4.064                                      | 4.064                                      |
| IV/2012                                    | IV/2012                                    |                                            | 3.790                                      | 3.790                                      |
| IV/2013                                    | IV/2013                                    |                                            | 3.278                                      | 3.278                                      |
| IV/2014                                    | IV/2014                                    |                                            | 3.249                                      | 3.249                                      |
| IV/2015                                    | IV/2015                                    |                                            | 2.728                                      | 2.728                                      |
| IV/2016                                    | IV/2016                                    |                                            | 2.556                                      | 2.556                                      |
| IV/2017                                    | IV/2017                                    |                                            | 2.530                                      | 2.530                                      |
| Quelle: IVW                                |                                            |                                            |                                            |                                            |

| Anzahl der monatlich verkauften Abonnements | Anzahl der monatlich verkauften Abonnements | Anzahl der monatlich verkauften Abonnements | Anzahl der monatlich verkauften Abonnements | Anzahl der monatlich verkauften Abonnements |
| ------------------------------------------- | ------------------------------------------- | ------------------------------------------- | ------------------------------------------- | ------------------------------------------- |
| Quartal                                     |                                             |                                             | Abos a                                      |                                             |
| IV/2006                                     | IV/2006                                     |                                             | 2.776                                       | 2.776                                       |
| IV/2007                                     | IV/2007                                     |                                             | 3.205                                       | 3.205                                       |
| IV/2008                                     | IV/2008                                     |                                             | 3.500                                       | 3.500                                       |
| IV/2009                                     | IV/2009                                     |                                             | 3.577                                       | 3.577                                       |
| IV/2010                                     | IV/2010                                     |                                             | 2.856                                       | 2.856                                       |
| IV/2011                                     | IV/2011                                     |                                             | 2.768                                       | 2.768                                       |
| IV/2012                                     | IV/2012                                     |                                             | 2.558                                       | 2.558                                       |
| IV/2013                                     | IV/2013                                     |                                             | 2.379                                       | 2.379                                       |
| IV/2014                                     | IV/2014                                     |                                             | 2.137                                       | 2.137                                       |
| IV/2015                                     | IV/2015                                     |                                             | 1.943                                       | 1.943                                       |
| IV/2016                                     | IV/2016                                     |                                             | 1.798                                       | 1.798                                       |
| IV/2017                                     | IV/2017                                     |                                             | 1.663                                       | 1.663                                       |
| Quelle: IVW                                 |                                             |                                             |                                             |                                             |